# Verkaufsprozess
Ein Verkaufsprozess beschreibt die Verknüpfung einer Reihe von (Verkaufs-)stufen/Aktivitäten zur Erreichung eines definierten Arbeitsergebnisses, in der Regel „x“ (genau definierte) Vertragsabschlüsse. Der Verkaufsprozess im engeren Sinne zielt auf den Persönlichen Verkauf ab und schließt im weiteren Sinne auch den Vertrieb mit ein.

## Prozessverständnis vom Verkauf
Der „Verkauf“ ist ein vielgliedriger, komplexer Prozess. Zum besseren Verständnis ist es hilfreich, die Primärprozesse und unterstützende Prozesse zu unterscheiden. Ziel der Durchführung von Primärprozessen ist der Kaufabschluss. Im Rahmen der Prozessdefinition werden die Teilprozesse, die durch den Vertrieb durchzuführen sind, geplant und umgesetzt. Primärprozesse können auch direkt an das Kampagnenmanagement der Marketing Automation anknüpfen. Wenn der Vertrieb/die Vertriebskraft selbst für die Gewinnung und Selektion von Interessenten-/ Kundenadressen verantwortlich sind, beginnen die Primärprozesse mit ebendiesem Teilprozess. Dies ist im Business-to-Business-Bereich meist der Normalfall.
Die unterstützenden Funktionen sind entweder zwingende Voraussetzung für die Vertriebsarbeit, z. B. Kundendatenverwaltung oder entsprechen den klassischen Routine- und Administrationsaufgaben des Vertriebs, wie z. B. Spesenabrechnung. Sie werden auch unter dem Begriff der Sales Automation zusammengefasst und dann in administrative, analytische und kontaktunterstützende Aufgaben unterschieden.
Der komplexe Verkaufsprozess des Vertriebsmitarbeiters gliedert sich je nach Unternehmen und Produktanforderung in definierte Teilabschnitte (sogenannte Phasen des Verkaufsprojektes). Diese Phasen können je nach Kundensituation unterschiedlich ausgeprägt sein (Zeit, Aufwand, Inhalte, Intensität). Die verkaufenden Unternehmen definieren und benennen diese Phasen meistens unterschiedlich, je nach Unternehmenskultur und Vertriebsstrategie. Der Vertriebsmitarbeiter initiiert bei jedem seiner Kunden den Start eines neuen Verkaufsprozesses. Der Status quo der unterschiedlichen Verkaufsprozesse bei verschiedenen Kunden, vermitteln dem Vertriebsmitarbeiter bzw. dessen Vertriebsmanagement einen Eindruck darüber, ob und wann der Verkaufserfolg (meistens das Erzielen eines Abschlusses) eintreten könnte. Verschiedene Kundenprojekte bzw. Verkaufsprojekte (unterschiedliche Kunden die parallel bearbeitet werden) können also jeweils in einer unterschiedlichen Phase des Vertriebsprozesses sein. Ein einfaches Beispiel für die unterschiedlichen Phasen des Verkaufsprozesses:
- Vorbereitung inkl. Segmentierung der Zielkunden
- Kontaktaufnahme und Einstieg in das Verkaufsgespräch
- Vertiefendes Bedarfsanalyse-Gespräch
- Präsentation der Lösung (Produkt, Service u. a.)
- Verhandlung meistens mit dem Preisgespräch
- Abschluss und Folgevereinbarung
- Nachsorge/ After Sales Prozess.

Im B2C Verkaufsprozess (z. B. Verkauf im Einzelhandel) unterscheidet sich die Einteilung bzw. Abschnitte des Verkaufsprozesses zum B2B (z. B. Vertrieb von Industriegütern) in einigen der Phasen:
So ist beispielsweise im B2C Verkaufsprozess häufig eine vorherige Segmentierung mit entsprechend anschließenden zielgerichteten Besuch des Verkäufers im Einzelhandel nicht das Geschäftsmodell. Es wird stattdessen angestrebt eine Segmentierung der Kunden durch eine, auf das Kundensegment zielgerichtete Außenwerbung zu bewirken. Diese bewegt dann bei Erfolg den Kunden dazu den Verkäufer zu kontaktieren bzw. in seinen Verkaufsräumen zu besuchen. Eine vorherige Werbemaßnahme im B2B-Bereich kann zwar ebenfalls dazu führen, dass potentielle Kunden sich initiativ beim Verkäufer bzw. dessen Unternehmen melden, aber die häufig zusätzliche Präsenz einer Vertriebsabteilung mit Außendienstmitarbeitern wird als weitere werbliche Maßnahme für pro-aktiven Besuche und direktes Bewerben der Produkte beim Kunden oder auf Messen genutzt.
Ein weiteres Beispiel zur Differenzierung ist der sogenannte After Sales Prozess im B2B Verkauf. Bei bestehenden bzw. neu gewonnenen Kunden umsetzbar durch Folgebesuche oder vereinbarte Maßnahmen nach dem Verkaufsabschluss. Hingegen entsteht After Sales im B2C Verkauf nur, wenn der Verkäufer entsprechende Kontaktmöglichkeiten von den, ihn für den Verkauf temporär besuchenden, Kunden erhält.

## Unterscheidung der Prozesse
Die Planung, Organisation, Durchführung und Kontrolle solcher Verkaufsprozesse wird als Verkaufsprozessmanagement bezeichnet und ist Teil des Geschäftsprozessmanagements. Dabei wird definiert, mit welchen Kunden bzw. Kundengruppen und welchen Produkten diese Absatzziele erreicht werden sollen. Zunächst einmal gilt es zu unterscheiden, ob Neukunden gewonnen werden sollen oder ob die Aktivitäten sich auf die bestehenden Kunden beziehen. Im zweiten Schritt muss festgelegt werden, welche Gruppen unterschieden und nach ihrem Wert bearbeitet werden sollen. Bei bestehenden Kunden gilt es dann festzulegen, was konkret erreicht werden soll. Nach Gündling (2009) bestehen die folgenden Möglichkeiten:
1. Stabilisierung der vorhandenen Geschäftsbeziehung für die nächste Periode
2. Cross-Selling-Aktivitäten
3. Erhöhung des Lieferanteils
4. Neuprodukteinführung

Die wichtigsten Verkaufsprozesse in der Praxis sind nach Gündling (2011) Neukundengewinnung, Neuprodukteinführung, Erhöhung des Lieferanteils, Cross-Selling.